# Yelicones iranus
Yelicones iranus är en stekelart som först beskrevs av Fischer 1963.  Yelicones iranus ingår i släktet Yelicones och familjen bracksteklar. Inga underarter finns listade i Catalogue of Life.